# انرژی تجدیدپذیر در چین

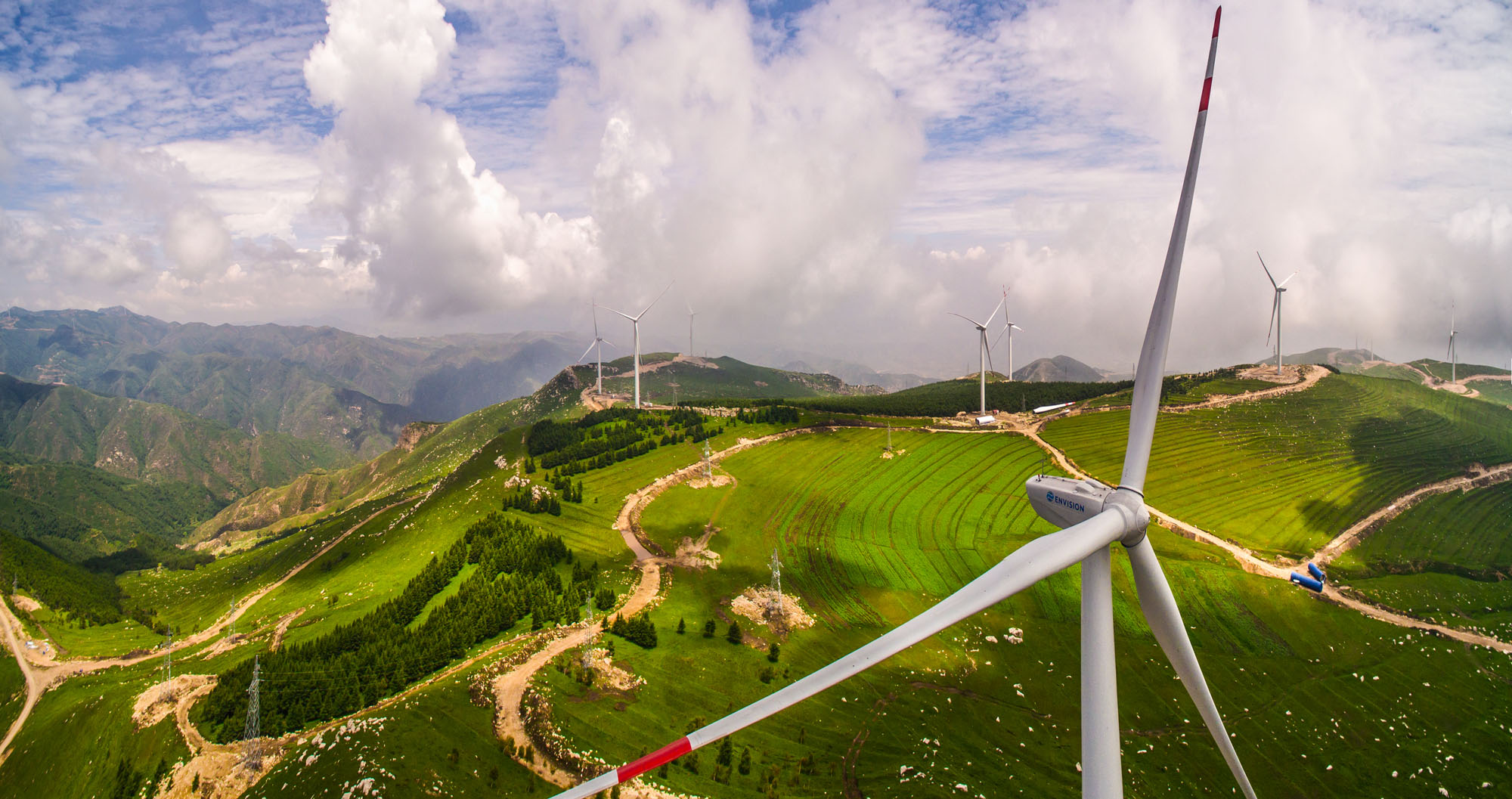
پانورامای مزرعه بادی انویژن در شانشی، چین

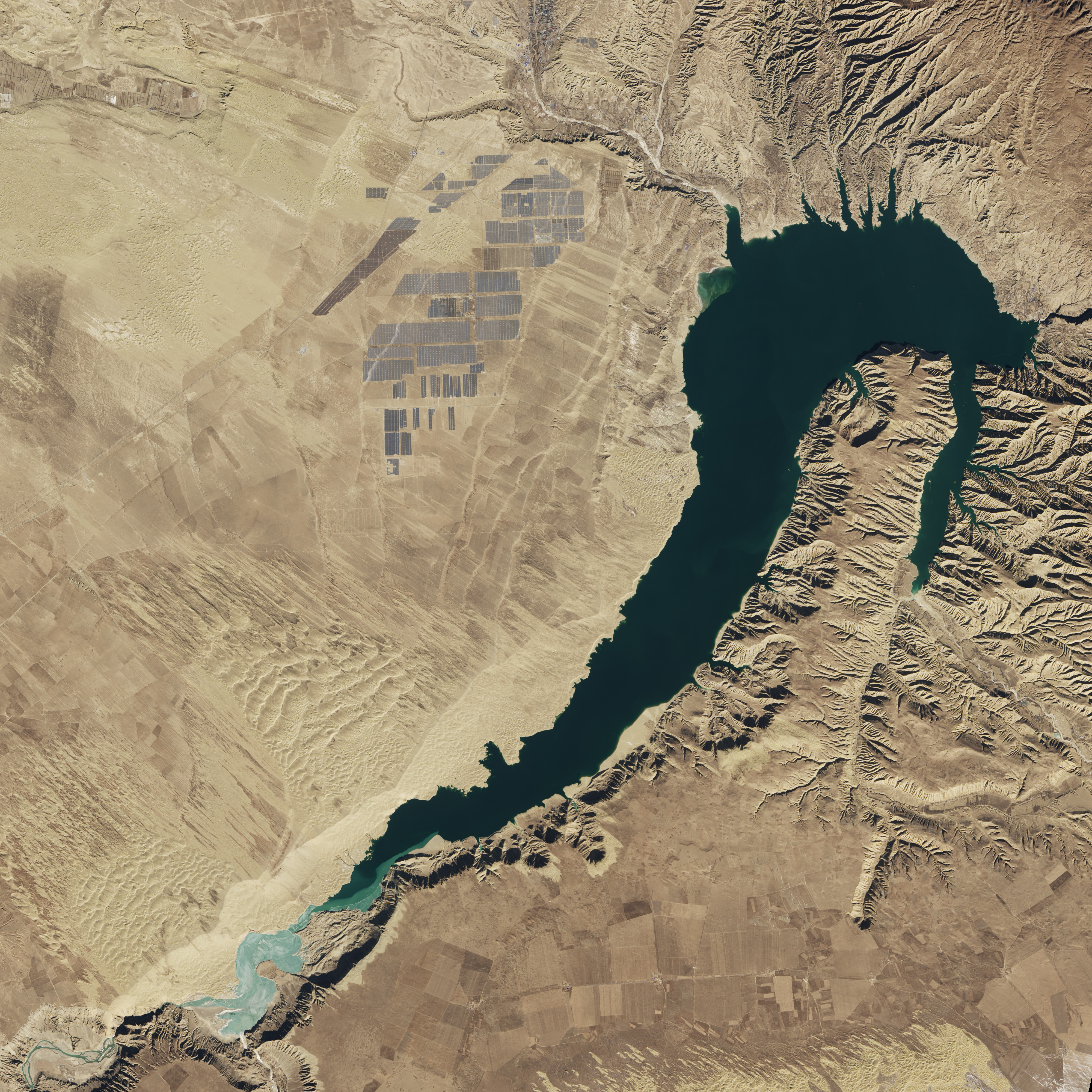
تصویر ماهواره ای از مخزن سد لانگیانگشیا و پارک انرژی خورشیدی

چین با تولید برق از منابع انرژی تجدیدپذیر آن هم به میزان بیش از سه برابر کشور رتبه دوم، یعنی ایالات متحده، پیشرو در جهان است. بخش انرژی‌های تجدیدپذیر چین سریع‌تر از ظرفیت سوخت‌های فسیلی و انرژی هسته‌ای آن رشد می‌کند و انتظار می‌رود که ۴۳ درصد از رشد ظرفیت انرژی‌های تجدیدپذیر را در سطح جهان به خود اختصاص دهد. در سال ۲۰۲۱ مجموع ظرفیت انرژی‌های تجدیدپذیر چین از ۱۰۰۰ گیگاوات فراتر رفت که ۴۳٫۵ درصد از کل ظرفیت تولید برق این کشور را به خود اختصاص داده‌است که در ضمن ۱۰٫۲ درصد بیشتر از سال ۲۰۱۵ است.
این کشور قصد دارد تا سال ۲۰۶۰، هشتاد درصد از کل انرژی خود را از منابع سوخت غیرفسیلی تأمین کند و در مجموع به ۱۲۰۰ گیگاوات ظرفیت خورشیدی و بادی تا سال ۲۰۳۰ برساند. در سال ۲۰۲۳، گزارش شد که چین در مسیر رسیدن به ۱۳۷۱ گیگاوات بادی و خورشیدی تا سال ۲۰۲۵ بوده که پنج سال جلوتر از هدف تأسیسات تجدیدپذیر جدید است.
اگرچه چین در حال حاضر دارای بزرگ‌ترین ظرفیت نصب‌شده نیروگاه‌های آبی، خورشیدی و بادی در جهان است، اما نیازهای انرژی آن به حدی زیاد است که در سال ۲۰۱۹، منابع تجدیدپذیر ۲۶ درصد از تولید برق را به خود اختصاص دادند — که در ایالات متحده آمریکا برابر ۱۷ درصد است. مابقی نیاز به انرژی بیشتر توسط نیروگاه‌های زغال‌سنگ تأمین می‌شود. در اوایل سال ۲۰۲۰، انرژی‌های تجدیدپذیر حدود ۴۰ درصد از کل ظرفیت برق نصب شده چین و ۲۶ درصد از کل تولید برق آن را تشکیل می‌داد. تا سال ۲۰۲۱، به ۲۹٫۴ درصد از کل تولید برق رسیده بود و انتظار می‌رود که سهم انرژی‌های تجدیدپذیر در کل تولید برق تا سال ۲۰۲۵ به ۳۶ درصد افزایش یابد، تا تعهد چین برای دستیابی به حذف کربن قبل از سال ۲۰۶۰ و حداکثر انتشار پیش از سال ۲۰۳۰ برآورده شود.
چین انرژی‌های تجدیدپذیر را نه تنها برای کاهش انتشار کربن، بلکه به عنوان منبع امنیت انرژی می‌داند. برنامه اقدام چین برای پیشگیری و کنترل آلودگی هوا که توسط شورای دولتی چین در سپتامبر ۲۰۱۳ صادر شد، نشان دهنده تمایل دولت برای افزایش سهم انرژی‌های تجدیدپذیر در سبد انرژی چین است. برخلاف نفت، زغال‌سنگ و گاز که منابع آن‌ها محدود و در معرض تنش‌های ژئوپلیتیکی است، سیستم‌های تولید انرژی تجدیدپذیر را می‌توان در هر جایی که آب، باد و خورشید در حد کافی وجود دارد، ساخته و استفاده کرد.
همچنین چین رهبر اصلی فناوری انرژی پاک است. همان‌طور که تولید انرژی‌های تجدیدپذیر چین رشد کرده‌است، هزینه‌های فناوری‌های انرژی‌های تجدیدپذیر نیز به دلیل نوآوری و صرفه جویی در مقیاس ناشی از گسترش بازار، به‌طور چشمگیری کاهش یافته‌است.
در سال ۲۰۱۵، چین با تولید ۴۳ گیگاوات کل ظرفیت نصب شده برق فتوولتائیک، به بزرگ‌ترین تولیدکننده برق در جهان تبدیل شد. از سال ۲۰۰۵ تا ۲۰۱۴، تولید سلول‌های خورشیدی در چین ۱۰۰ برابر رشد داشته‌است. با این حال، انتظار نمی‌رود چین تا سال ۲۰۲۲ به برابری شبکه - زمانی که یک منبع انرژی جایگزین به همان اندازه ارزان یا ارزان‌تر از برق خریداری شده از شبکه باشد - دست یابد.
این کشور بزرگ‌ترین سرمایه‌گذار جهان در انرژی‌های تجدیدپذیر است، به طوری که شرکت‌های این کشور چهار مورد از پنج معامله بزرگ انرژی‌های تجدیدپذیر جهان را که در سال ۲۰۱۶ منعقد شده‌است، تشکیل می‌دهند در سال ۲۰۱۷، سرمایه‌گذاری در انرژی‌های تجدیدپذیر بالغ بر ۲۷۹٫۸ دلار آمریکا در سرتاسر جهان بود که ۱۲۶٫۶ میلیارد دلار یا ۴۵ درصد، از سرمایه‌گذاری‌های جهانی در چین است. به گفته دکتر کورنلیا ترمن، «چین به بزرگ‌ترین سرمایه‌گذار، تولیدکننده و مصرف‌کننده انرژی‌های تجدیدپذیر در سراسر جهان تبدیل شده‌است و با ساخت پنل‌های خورشیدی پیشرفته، توربین‌های بادی و تأسیسات انرژی آبی» و همچنین تبدیل به بزرگ‌ترین تولیدکننده خودروهای برقی و اتوبوس در جهان تبدیل شده‌است.

## مروری بر برق تجدیدپذیر
| سال  | کل         | فسیلی     | فسیلی     | فسیلی     | هسته ای | تجدیدپذیر | تجدیدپذیر | تجدیدپذیر  | تجدیدپذیر  | تجدیدپذیر | تجدیدپذیر      | تجدیدپذیر   | تجدیدپذیر | کل تجدید پذیر | درصد تجدید پذیر |
| سال  | کل         | زغال سنگ  | نفت       | گاز       | هسته ای | برق-آبی   | بادی      | خورشیدی PV | سوخت زیستی | زباله     | خورشیدی حرارتی | زمین گرمایی | جزر و مد  | کل تجدید پذیر | درصد تجدید پذیر |
| ---- | ---------- | --------- | --------- | --------- | ------- | --------- | --------- | ---------- | ---------- | --------- | -------------- | ----------- | --------- | ------------- | --------------- |
| ۲۰۰۸ | ۳٬۴۸۱٬۹۸۵  | ۲٬۷۴۳٬۷۶۷ | ۲۳٬۷۹۱    | ۳۱٬۰۲۸    | ۶۸٬۳۹۴  | ۵۸۵٬۱۸۷   | ۱۴٬۸۰۰    | ۱۵۲        | ۱۴٬۷۱۵     | ۰         | ۰              | ۱۴۴         | ۷         | ۶۱۵٬۰۰۵       | ۱۷٫۶۶٪          |
| ۲۰۰۹ | ۳٬۷۴۱٬۹۶۱  | ۲٬۹۴۰٬۷۵۱ | ۱۶٬۶۱۲    | ۵۰٬۸۱۳    | ۷۰٬۱۳۴  | ۶۱۵٬۶۴۰   | ۲۶٬۹۰۰    | ۲۷۹        | ۲۰٬۷۰۰     | ۰         | ۰              | ۱۲۵         | ۷         | ۶۶۳٬۶۵۱       | ۱۷٫۷۴٪          |
| ۲۰۱۰ | ۴٬۲۰۷٬۹۹۳  | ۳٬۲۵۰٬۴۰۹ | ۱۳٬۲۳۶    | ۶۹٬۰۲۷    | ۷۳٬۸۸۰  | ۷۲۲٬۱۷۲   | ۴۴٬۶۲۲    | ۶۹۹        | ۲۴٬۷۵۰     | ۹٬۰۶۴     | ۲              | ۱۲۵         | ۷         | ۸۰۱٬۴۴۱       | ۱۹٫۰۵٪          |
| ۲۰۱۱ | ۴٬۷۱۵٬۷۶۱  | ۳٬۷۲۳٬۳۱۵ | ۷٬۷۸۶     | ۸۴٬۰۲۲    | ۸۶٬۳۵۰  | ۶۹۸٬۹۴۵   | ۷۰٬۳۳۱    | ۲٬۶۰۴      | ۳۱٬۵۰۰     | ۱۰٬۷۷۰    | ۶              | ۱۲۵         | ۷         | ۸۱۴٬۲۸۸       | ۱۷٫۲۷٪          |
| ۲۰۱۲ | ۴٬۹۹۴٬۰۳۸  | ۳٬۷۸۵٬۰۲۲ | ۶٬۶۹۸     | ۸۵٬۶۸۶    | ۹۷٬۳۹۴  | ۸۷۲٬۱۰۷   | ۹۵٬۹۷۸    | ۶٬۳۴۴      | ۳۳٬۷۰۰     | ۱۰٬۹۶۸    | ۹              | ۱۲۵         | ۷         | ۱٬۰۱۹٬۲۳۸     | ۲۰٫۴۱٪          |
| ۲۰۱۳ | ۵٬۴۴۷٬۲۳۱  | ۴٬۱۱۰٬۸۲۶ | ۶٬۵۰۴     | ۹۰٬۶۰۲    | ۱۱۱٬۶۱۳ | ۹۲۰٬۲۹۱   | ۱۴۱٬۱۹۷   | ۱۵٬۴۵۱     | ۳۸٬۳۰۰     | ۱۲٬۳۰۴    | ۲۶             | ۱۰۹         | ۸         | ۱٬۱۲۷٬۶۸۶     | ۲۰٫۷۰٪          |
| ۲۰۱۴ | ۵٬۶۷۸٬۹۴۵  | ۴٬۱۱۵٬۲۱۵ | ۹٬۵۱۷     | ۱۱۴٬۵۰۵   | ۱۳۲٬۵۳۸ | ۱٬۰۶۴٬۳۳۷ | ۱۵۶٬۰۷۸   | ۲۹٬۱۹۵     | ۴۴٬۴۳۷     | ۱۲٬۹۵۶    | ۳۴             | ۱۲۵         | ۸         | ۱٬۳۰۷٬۱۷۰     | ۲۳٫۰۲٪          |
| ۲۰۱۵ | ۵٬۸۵۹٬۹۵۸  | ۴٬۱۰۸٬۹۹۴ | ۹٬۶۷۹     | ۱۴۵٬۳۴۶   | ۱۷۰٬۷۸۹ | ۱٬۱۳۰٬۲۷۰ | ۱۸۵٬۷۶۶   | ۴۵٬۲۲۵     | ۵۲٬۷۰۰     | ۱۱٬۰۲۹    | ۲۷             | ۱۲۵         | ۸         | ۱٬۴۲۵٬۱۸۰     | ۲۴٫۳۲٪          |
| ۲۰۱۶ | ۶٬۲۱۷٬۹۰۷  | ۴٬۲۴۱٬۷۸۶ | ۱۰٬۳۶۷    | ۱۷۰٬۴۸۸   | ۲۱۳٬۲۸۷ | ۱٬۱۹۳٬۳۷۴ | ۲۳۷٬۰۷۱   | ۷۵٬۲۵۶     | ۶۴٬۷۰۰     | ۱۱٬۴۱۳    | ۲۹             | ۱۲۵         | ۱۱        | ۱٬۵۸۱٬۹۷۹     | ۲۵٫۴۴٪          |
| ۲۰۱۷ | ۶٬۴۵۲٬۹۰۰  |           |           |           | ۲۴۸٬۱۰۰ | ۱٬۱۹۴٬۷۰۰ | ۳۰۴٬۶۰۰   | ۱۱۷٬۸۰۰    |            |           |                |             |           | ۱٬۷۰۰٬۰۰۰     | ۲۶٫۳۴٪          |
| ۲۰۱۸ | ۶٬۹۹۴٬۷۰۰  | ۴٬۴۸۲٬۹۰۰ | ۱٬۵۰۰     | ۲۱۵٬۵۰۰   | ۲۹۵٬۰۰۰ | ۱٬۲۳۲٬۱۰۰ | ۳۶۵٬۸۰۰   | ۱۷۶٬۹۰۰    | ۹۳٬۶۰۰     |           |                |             |           | ۱٬۸۶۸٬۴۰۰     | ۲۶٫۷۱٪          |
| ۲۰۱۹ | ۷٬۳۲۶٬۹۰۰  | ۴٬۵۵۳٬۸۰۰ | ۱٬۳۰۰     | ۲۳۲٬۵۰۰   | ۳۴۸٬۷۰۰ | ۱٬۳۰۲٬۱۰۰ | ۴۰۵٬۳۰۰   | ۲۲۴٬۰۰۰    | ۱۱۲٬۶۰۰    |           |                |             |           | ۲٬۰۴۴٬۰۰۰     | ۲۷٫۷۶٪          |
| ۲۰۲۰ | ۷٬۶۲۳٬۶۰۰  | ۵٬۱۷۴٬۳۰۰ | ۵٬۱۷۴٬۳۰۰ | ۵٬۱۷۴٬۳۰۰ | ۳۶۶٬۲۰۰ | ۱٬۳۵۵٬۲۰۰ | ۴۶۶٬۵۰۰   | ۲۶۱٬۱۰۰    |            |           |                |             |           | ۲٬۰۸۲٬۸۰۰     | ۲۷٫۳۲٪          |
| ۲۰۲۱ | ۸٬۳۷۶٬۸۰۰  | ۵٬۶۴۶٬۳۰۰ | ۵٬۶۴۶٬۳۰۰ | ۵٬۶۴۶٬۳۰۰ | ۴۰۷٬۵۰۰ | ۱٬۳۴۰٬۱۰۰ | ۶۵۵٬۶۰۰   | ۳۲۷٬۰۰۰    |            |           |                |             |           | ۲٬۳۲۲٬۷۰۰     | ۲۷٫۷۳٪          |
| ۲۰۲۲ | ۸٬۶۹۳٬۹۰۰  | ۵٬۷۳۳٬۷۰۰ | ۵٬۷۳۳٬۷۰۰ | ۵٬۷۳۳٬۷۰۰ | ۴۱۷٬۸۰۰ | ۱٬۳۵۱٬۷۰۰ | ۷۶۲٬۴۰۰   | ۴۲۷٬۶۰۰    |            |           |                |             |           | ۲٬۵۴۱٬۷۰۰     | ۲۸٫۷۳٪          |
| ۲۰۲۳ | ۹٬۴۵۶٬۴۴۰  | ۶٬۲۶۵٬۷۴۰ | ۶٬۲۶۵٬۷۴۰ | ۶٬۲۶۵٬۷۴۰ | ۴۳۴٬۷۲۰ | ۱٬۲۸۵٬۸۵۰ | ۸۸۵٬۸۷۰   | ۵۸۴٬۱۵۰    |            |           |                |             |           | ۲٬۷۵۵٬۸۸۰     | ۲۹٫۱۴٪          |
| ۲۰۲۴ | ۱۰٬۰۸۶٬۸۸۰ | ۶٬۳۷۴٬۲۶۰ | ۶٬۳۷۴٬۲۶۰ | ۶٬۳۷۴٬۲۶۰ | ۴۵۰٬۸۵۰ | ۱٬۴۲۵٬۶۸۰ | ۹۹۷٬۰۴۰   | ۸۳۹٬۰۴۰    |            |           |                |             |           | ۳٬۲۶۱٬۷۶۰     | ۳۲٫۳۳٪          |

تا پایان سال ۲۰۲۱، نیروی برق-آبی با ۱۳۴۰ تراوات-ساعت، با اختلاف بزرگ‌ترین سهم تولید برق تجدیدپذیر را دارا است. انرژی باد با ۶۵۵ تراوات-ساعت، سهم بعدی را به خود اختصاص داده و به دنبال آن، سوخت‌های زیستی با ۴۴ تراوات-ساعت قرار دارد. برق فتوولتایی خورشیدی از پایه پایین تنها با ۱۵۲ گیگاوات-ساعت در سال ۲۰۰۸ آغاز شد و از آن زمان به سرعت رشد کرد و به بیش از ۳۲۷ تراوات-ساعت رسید تا سال ۲۰۲۱ سهم کلی برق تولیدشده از منابع تجدیدپذیر بر اساس ارقام جدول بالا، از کمی بیش از ۱۷ درصد در سال ۲۰۰۸ به کمی بیش از ۲۷٫۷ درصد تا سال ۲۰۲۱ افزایش یافته‌است. انرژی خورشیدی و بادی همچنان با سرعت زیادی در حال رشد هستند.
تا سال ۲۰۲۰، برق نصب شده برای نیروگاه‌های آبی، بادی، خورشیدی و زیست توده به ترتیب به ۳۸۵، ۲۹۹، ۲۸۲ و ۳۵٫۳۴ گیگاوات رسید.

### برق آبی

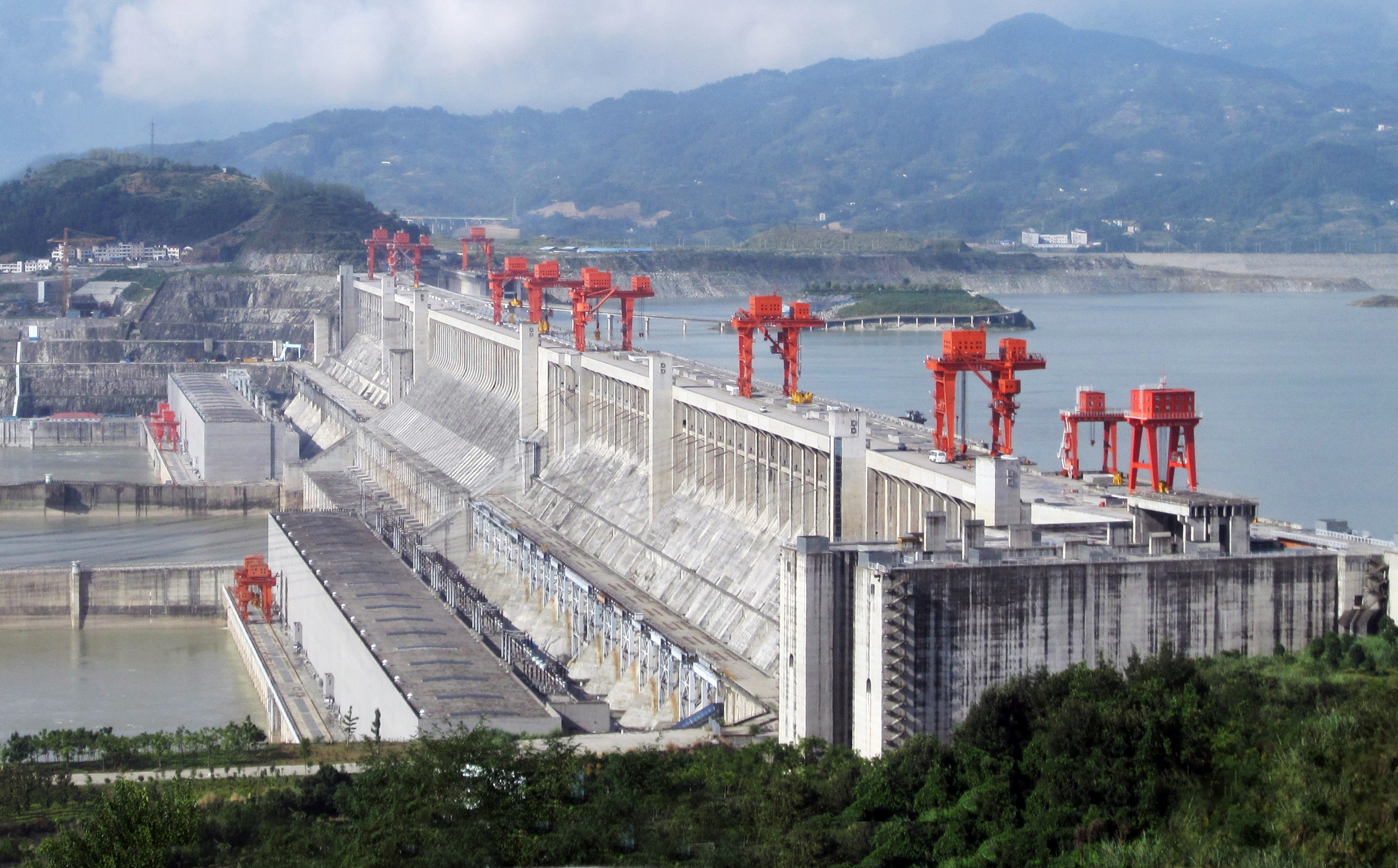
نیروگاه برق آبی سد سه دره در هوبی، چین

تا سال ۲۰۲۰، چین بیش از ۱۵۰ سد با ظرفیت تولید بیش از ۳۰۰ مگاوات و ظرفیت نصب شده ۳۶۹ گیگاوات داشت.
از سال ۲۰۲۱، چین چهار سد از شش سد بزرگ جهان را اداره می‌کند. این‌ها شامل بزرگ‌ترین سد جهان (سد سه دره، با ظرفیت ۲۲٫۵ گیگاوات) و دومین سد بزرگ (سد بیهتان) است.

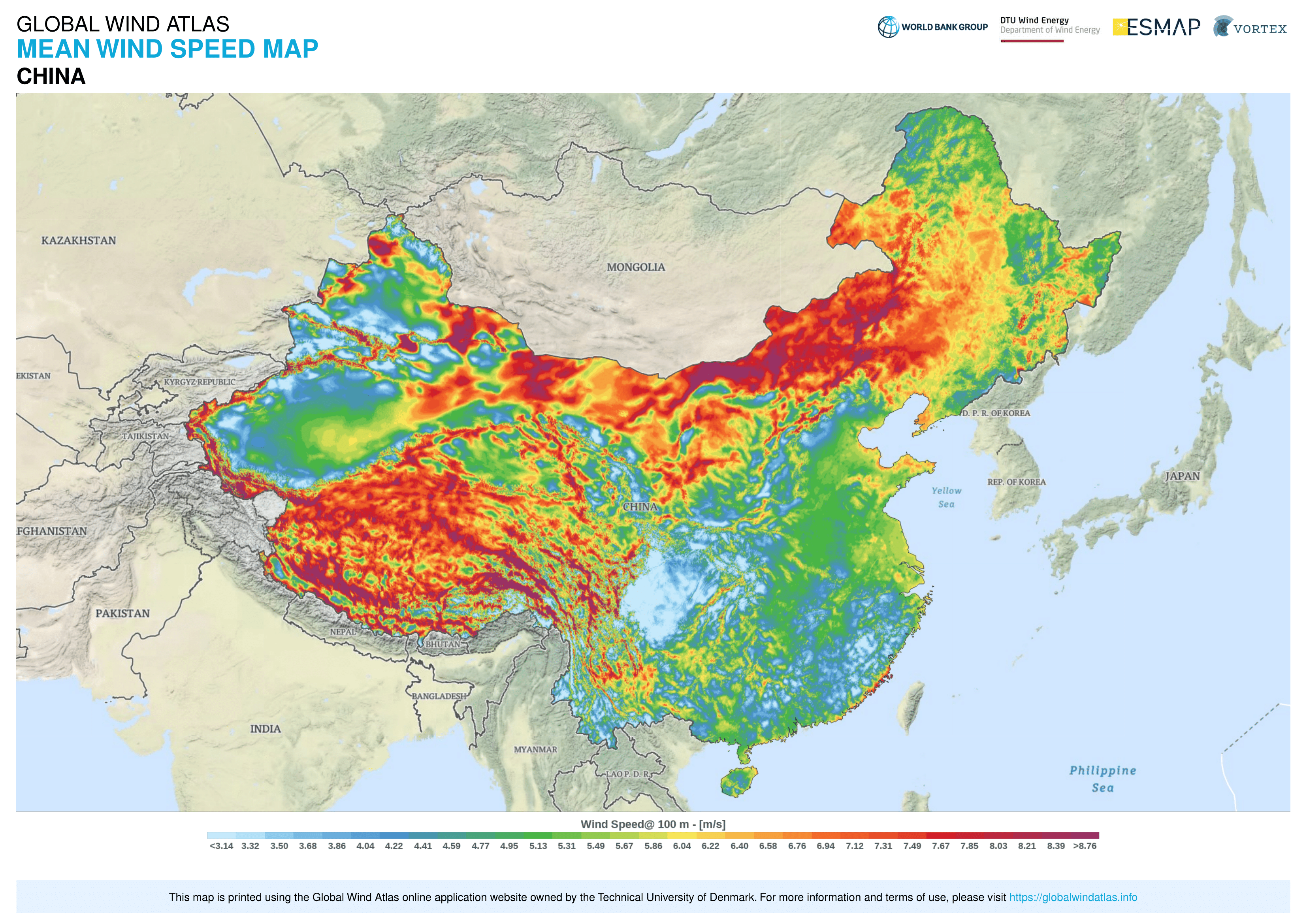
میانگین سرعت باد در چین

چین دارای بزرگ‌ترین منابع بادی در جهان است و سه چهارم این منبع طبیعی در داخل دریا قرار دارد. چین طبق برنامه پنج ساله سیزدهم خود قصد داشت ۲۱۰ گیگاوات ظرفیت نیروی باد تا سال ۲۰۲۰ داشته باشد. از این هدف فراتر رفت و تا پایان سال ۲۰۲۰ به ۲۷۶ گیگاوات نیروی بادی در خشکی رسید
چین شرکت‌های خارجی به‌ویژه در ایالات متحده را تشویق می‌کند تا از تولید برق بادی چین بازدید و در آن سرمایه‌گذاری کنند. با این حال، استفاده از انرژی بادی در چین همیشه با ساخت‌وساز قابل توجه ظرفیت انرژی بادی در این کشور مطابقت نداشته‌است.
در سال ۲۰۰۸، چین چهارمین تولیدکننده بزرگ انرژی بادی پس از ایالات متحده، آلمان و اسپانیا بود. در پایان سال ۲۰۰۸، ظرفیت تولید برق انرژی بادی در چین ۱۲٫۲ گیگاوات بود و حداقل ۱۵ شرکت چینی به‌طور تجاری توربین‌های بادی و ده‌ها شرکت دیگر در حال تولید قطعات مورد نیاز برای آن بودند. اندازه توربین ۱٫۵ مگاواتی و ۲ مگاواتی رایج شد. شرکت‌های پیشرو در تولید برق بادی گلدویند، دانگ فانگ و سینوول بودند.
چین همچنین تولید توربین‌های بادی در مقیاس کوچک را به حدود ۸۰۰۰۰ توربین (۸۰ مگاوات) افزایش داد. به گفته ناظران صنعت، در سال ۲۰۰۸ صنعت بادی چین تحت تأثیر بحران مالی جهانی قرار نگرفت.
تا سال ۲۰۰۹ چین مجموع ظرفیت نصب‌شده نیروگاه بادی را تا ۲۶ گیگاوات داشت. چین انرژی بادی را به عنوان یکی از اجزای اصلی رشد اقتصاد این کشور شناسایی کرده‌است.
از سال ۲۰۱۰، چین با پیشی گرفتن از دانمارک، آلمان، اسپانیا و ایالات متحده به بزرگ‌ترین سازنده توربین‌های بادی در جهان تبدیل شد. هدف اولیه تعیین شده توسط دولت چین ۱۰ گیگاوات تا سال ۲۰۱۰ بود، اما پیش از آن و تا آخر سال ۲۰۰۹، مجموع ظرفیت نصب‌شده برای تولید برق بادی در چین به ۲۵٫۱ گیگاوات رسیده بود.
در سپتامبر ۲۰۱۹، شرکت انرژی نروژی اکوینور و شرکت دولتی China Power International Holding (CPIH) برنامه خود را برای همکاری در توسعه باد فراساحلی در چین و اروپا اعلام کردند.
در سال ۲۰۲۰، چین ۷۱٫۷ گیگاوات ظرفیت انرژی بادی را با افزایش ۶۰ درصدی نسبت به سال ۲۰۱۹ و بیشتر از مجموع سایر نقاط جهان را مستقر کرد.
در سال ۲۰۲۲، چین قرار بود ۵۶ گیگاوات توربین بادی بیشتر نصب کند که ۵۰ گیگاوات آن در خشکی و مابقی در آب‌ها قرار دارد.

### نیروی خورشیدی

رشد ظرفیت PV در چین

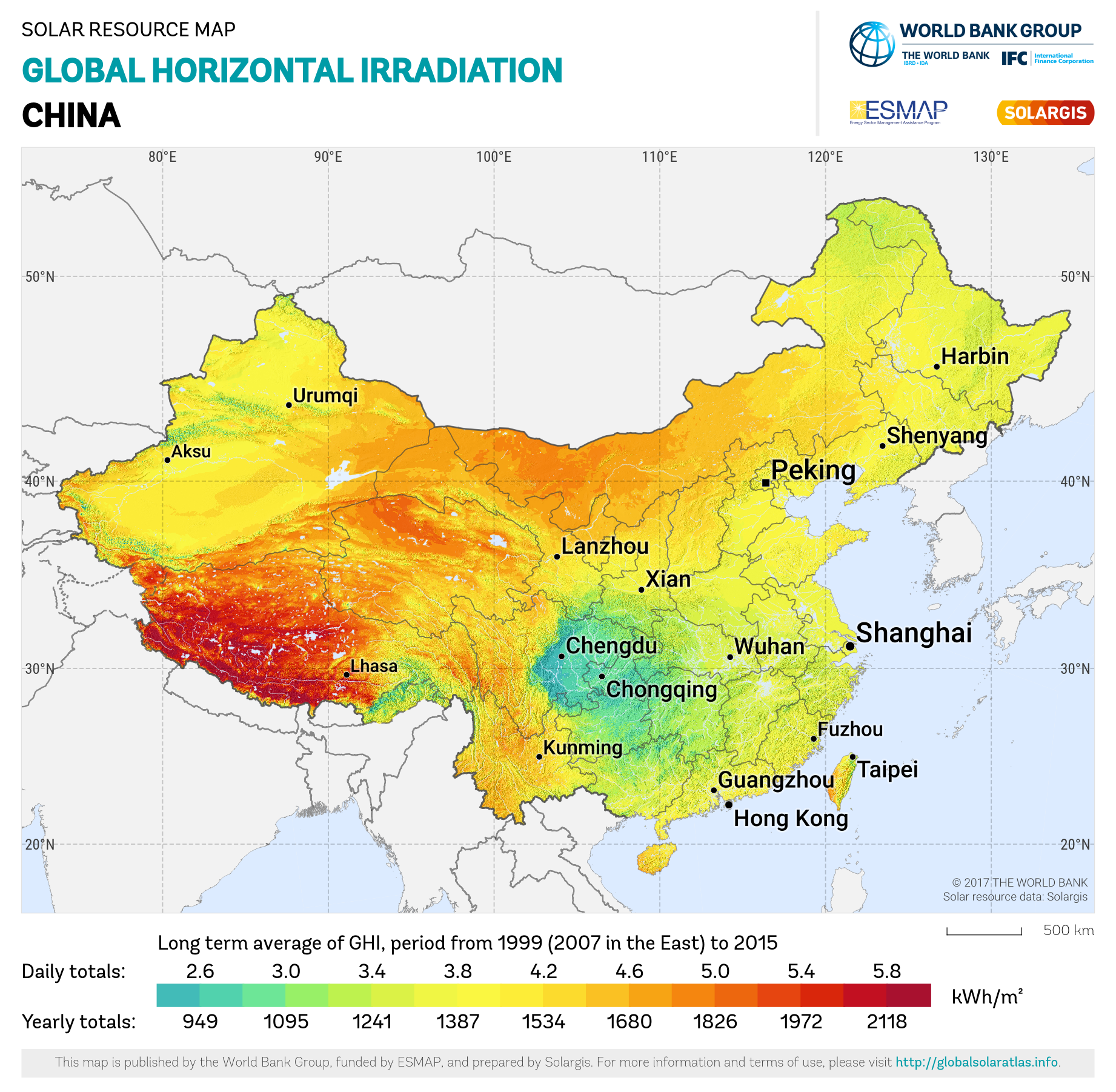
تابش افقی جهانی در چین

چین ۶۳ درصد از تولید انرژی فتوولتائیک‌های خورشیدی (PV) جهان را در اختیار دارد و از ژوئن ۲۰۱۵ به عنوان بزرگ‌ترین تولیدکننده جهان ظاهر شد
به دنبال طرح تشویقی جدید دولت چین به نام خورشید طلایی در سال ۲۰۰۹، پیشرفت‌ها و برنامه‌های مختلفی توسط بازیگران این صنعت اعلام شده‌است که بخش عمده ای از نقاط عطف صنعت خورشیدی و توسعه فناوری آن در چین شده‌است که نیروگاه خورشیدی جدید با پانل‌های ویفری لایه‌نازک نمونه آن است که توسط Anwell Technologies در استان هنان با استفاده از فناوری اختصاصی خود توسعه داده شده‌است. این قرارداد توسط LDK برای ۵۰۰ مگاوات پروژه خورشیدی در بیابان، در کنارشهر اوردس و First Solar توسعه داده شده‌است. تلاش برای استفاده از انرژی‌های تجدیدپذیر در چین پس از سخنرانی ۲۲ سپتامبر ۲۰۰۹ رئیس‌جمهور چین در اجلاس آب و هوای سازمان ملل در نیویورک که متعهد شد چین برنامه‌هایی را برای استفاده از ۱۵ درصد انرژی خود از منابع تجدیدپذیر اتخاذ کند، بیشتر از گذشته و در عرض یک دهه تضمین شد.
چین در تولید فناوری فتوولتائیک خورشیدی به یک رهبر پیشرو در سطح جهان تبدیل شده‌است و شش شرکت بزرگ خورشیدی آن دارای ارزش مجموع بیش از ۱۵ میلیارد دلار هستند. حدود ۸۲۰ مگاوات نیروگاه خورشیدی فوتوولتائیک در سال ۲۰۰۷ در چین احداث شد که پس از ژاپن در رتبه دوم قرار گرفت.
به دنبال گزارشی در سال ۲۰۲۲ از مؤسسه مهندسی انرژی‌های تجدیدپذیر چین، این کشور قرار است ۱۰۰ گیگاوات پنل‌های خورشیدی بیشتر نصب کند.
صادرات خورشیدی چین در سال ۲۰۲۲ با رشد ۶۴ درصدی به بیش از ۵۲ میلیارد دلار رسید. بیشتر صادرات چین از ماژول‌های خورشیدی تشکیل شده‌است و اروپا مقصد بیش از ۵۶ درصد از سهم صادرات چین به آن در سال ۲۰۲۲ است

### زیست توده و سوخت زیستی
چین در پایان دوره برنامه پنج‌ساله دهم در سال ۲۰۰۵، به عنوان سومین تولیدکننده بزرگ سوخت‌های زیستی مبتنی بر اتانول (پس از ایالات متحده و برزیل) در جهان ظاهر شد و در حال حاضر۲۰٪ از کل مصرف سوخت خودرو در چین را اتانول تشکیل می‌دهد.
چین در دوره برنامه پنج‌ساله یازدهم (۲۰۰۶ تا ۲۰۱۰) برنامه‌ریزی کرد که شش مگاتن در سال ظرفیت تولید سوخت اتانول را گسترش دهد که انتظار می‌رود تا سال ۲۰۲۰ به ۱۵ مگاتن در سال افزایش یابد. با وجود این سطح از تولید، کارشناسان می‌گویند که اگرچه در صورت ادامه افزایش قیمت نفت خام، تعداد کشاورزانی که «سوخت نباتی» تولید خواهند کرد افزایش خواهد یافت اما هیچ تهدیدی برای امنیت غذایی وجود نخواهد داشت. بر اساس پروژه‌های برنامه‌ریزی شده تولید اتانول در برخی از استان‌های چین، تولید ذرت در این استان‌ها کافی نیست. در چشم‌انداز اقتصاد جهانی که مدتی پیش منتشر شده بود، صندوق بین‌المللی پول ابراز نگرانی کرده‌است که رقابت فزاینده‌ای بین سوخت‌های زیستی و مواد غذایی در صنعت کشاورزی سراسر جهان وجود داشته باشد و این رقابت به احتمال زیاد سبب به افزایش قیمت محصولات کشاورزی خواهد شد.
کار روی ۲۵۰ میلیون یوان پروژه تولید انرژی بیوماس انرژی سبز از پوسته برنج (Kaiyou) واقع در منطقه توسعه اقتصادی شهر سوچیان در جیانگ سو آغاز شده‌است. این پروژه ۱۴۴ گیگاوات ساعت در سال تولید خواهد کرد.
همچنین در سطح خانگی در چین، انرژی زیستی هم در اجاق‌های زیست توده و هم با تولید بیوگاز از کود حیوانی استفاده می‌شود. حداقل از سال ۲۰۲۳، چین بزرگ‌ترین تولیدکننده و بزرگ‌ترین مصرف‌کننده بیوگاز خانگی در سطح جهان است و بیش از ۳۰ میلیون خانوار روستایی از هاضم‌های بیوگاز برای این منظور استفاده می‌کنند.

### زمین گرمایی

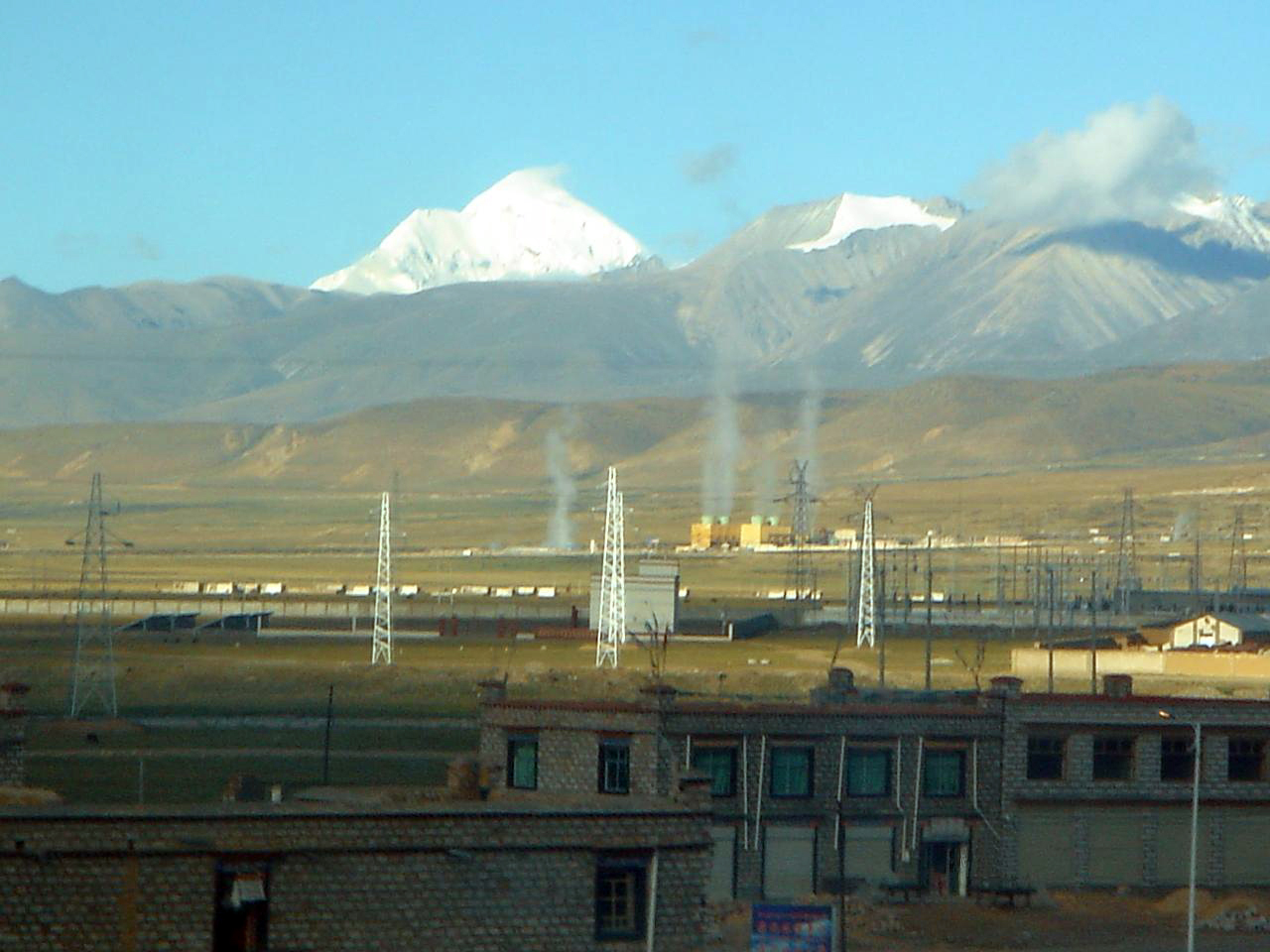
یک نیروگاه ۲۴ مگاواتی در میدان زمین گرمایی Yangbajain

منابع زمین گرمایی در چین فراوان و به‌طور گسترده در سراسر این کشور توزیع شده‌است. بیش از ۲۷۰۰ چشمه آب گرم در سطح زمین وجود دارد که دمای آن‌ها بیش از ۲۵۰ درجه سانتی گراد است. در سال ۱۹۹۰، میزان جریان کل آب برای مصارف مستقیم به بیش از ۹۵۰۰ کیلوگرم بر ثانیه رسید که چین را به دومین کاربر مستقیم انرژی زمین گرمایی در جهان تبدیل می‌کند. از دهه ۱۹۷۰، با شناخت انرژی زمین گرمایی به عنوان یک منبع انرژی جایگزین و تجدیدپذیر، چین اکتشافات گسترده‌ای را با هدف شناسایی منابع دمای بالا برای تولید برق انجام داده‌است. تا سال ۲۰۰۶، ۱۸۱ سیستم زمین گرمایی در سرزمین چین کشف شده بود که پتانسیل تولید برآورد آن ۱۷۴۰ مگاوات بود. با این حال در سال ۲۰۰۶، تنها هفت کارخانه با ظرفیت کل ۳۲ مگاوات ساخته شده و در حال بهره‌برداری بود.